# Crassula arborescens
A Crassula arborescens a kőtörőfű-virágúak (Saxifragales) rendjébe, ezen belül a varjúhájfélék (Crassulaceae) családjába és a hájvirágformák (Crassuloideae) alcsaládjába tartozó faj.

## Előfordulása
A Crassula arborescens eredeti előfordulási területe a Dél-afrikai Köztársaság déli részén van, azonban az ember betelepítette a chilei Juan Fernández-szigetekre.

## Alfajai
- Crassula arborescens subsp. arborescens (Mill.) Willd. (1798)
- Crassula arborescens subsp. undulatifolia Toelken (1975)

## Megjelenése
Pozsgás levelű növényfaj, amely kis 60-120 centiméter magasra és ugyanennyi szélesre nő meg. A kövér és kerek levelei világos ezüstös-zöldek, néha vörös peremmel. A virágai fehértől a rózsaszínig változik; télen virágzik.

## Képek

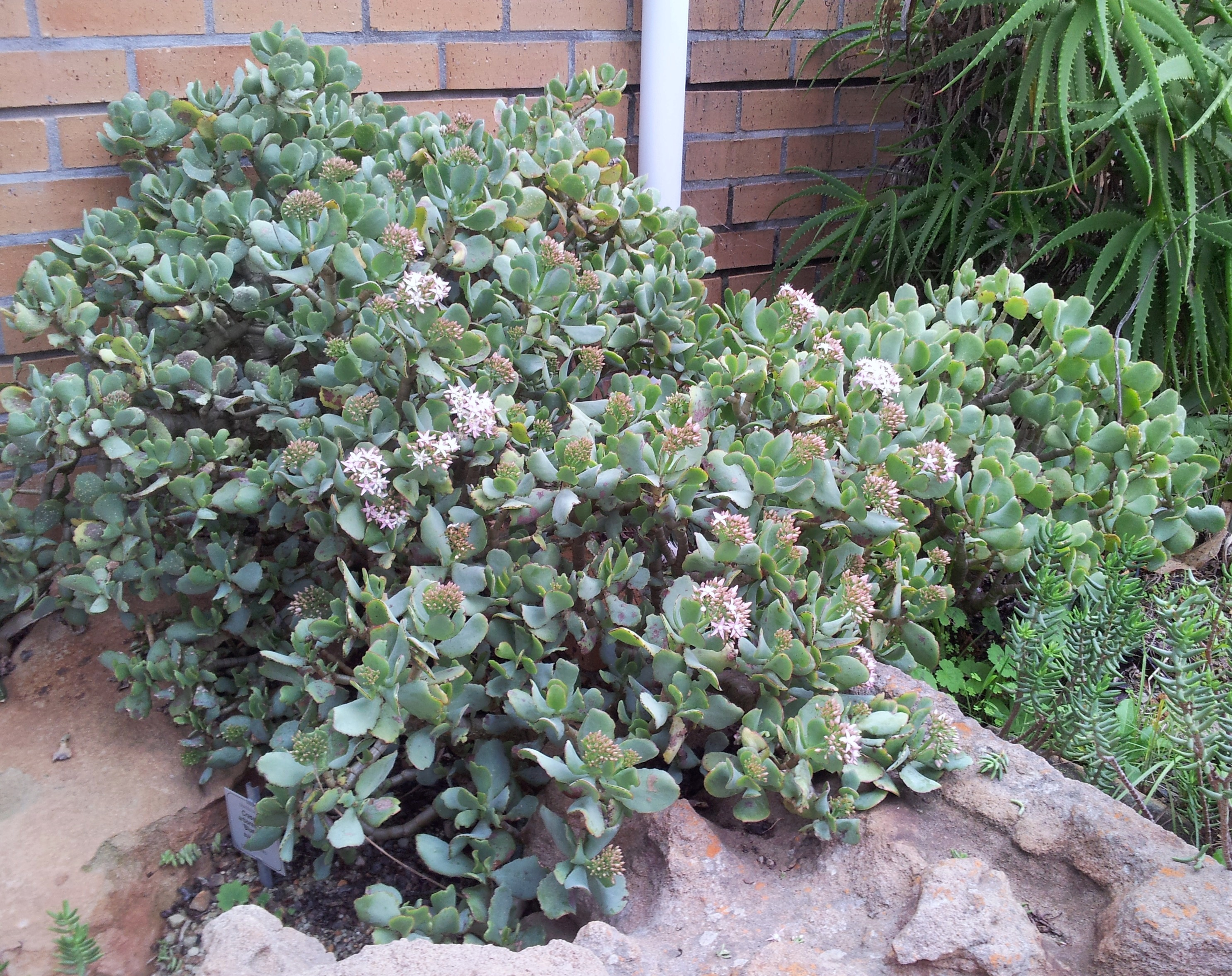
A
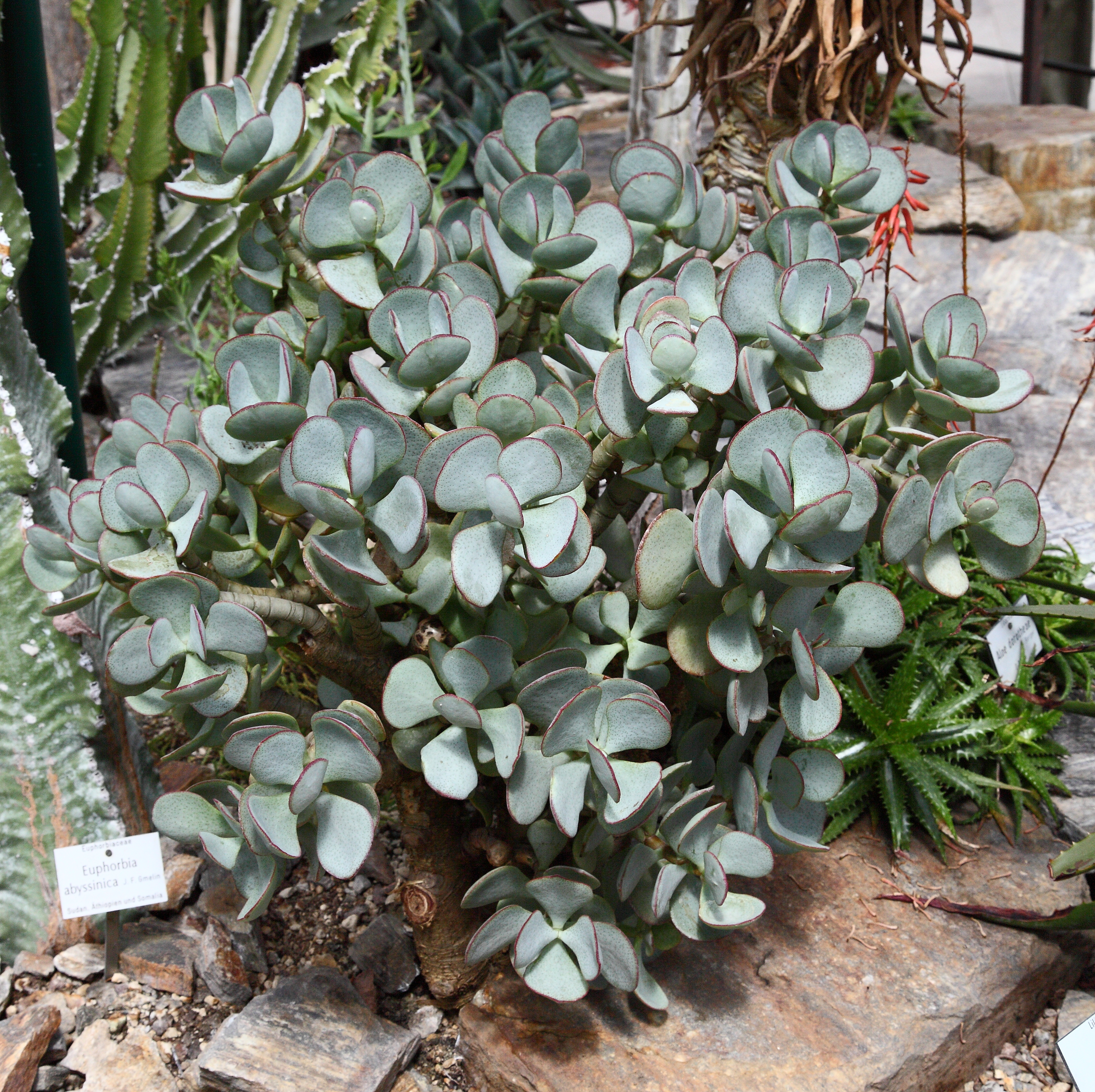
növény
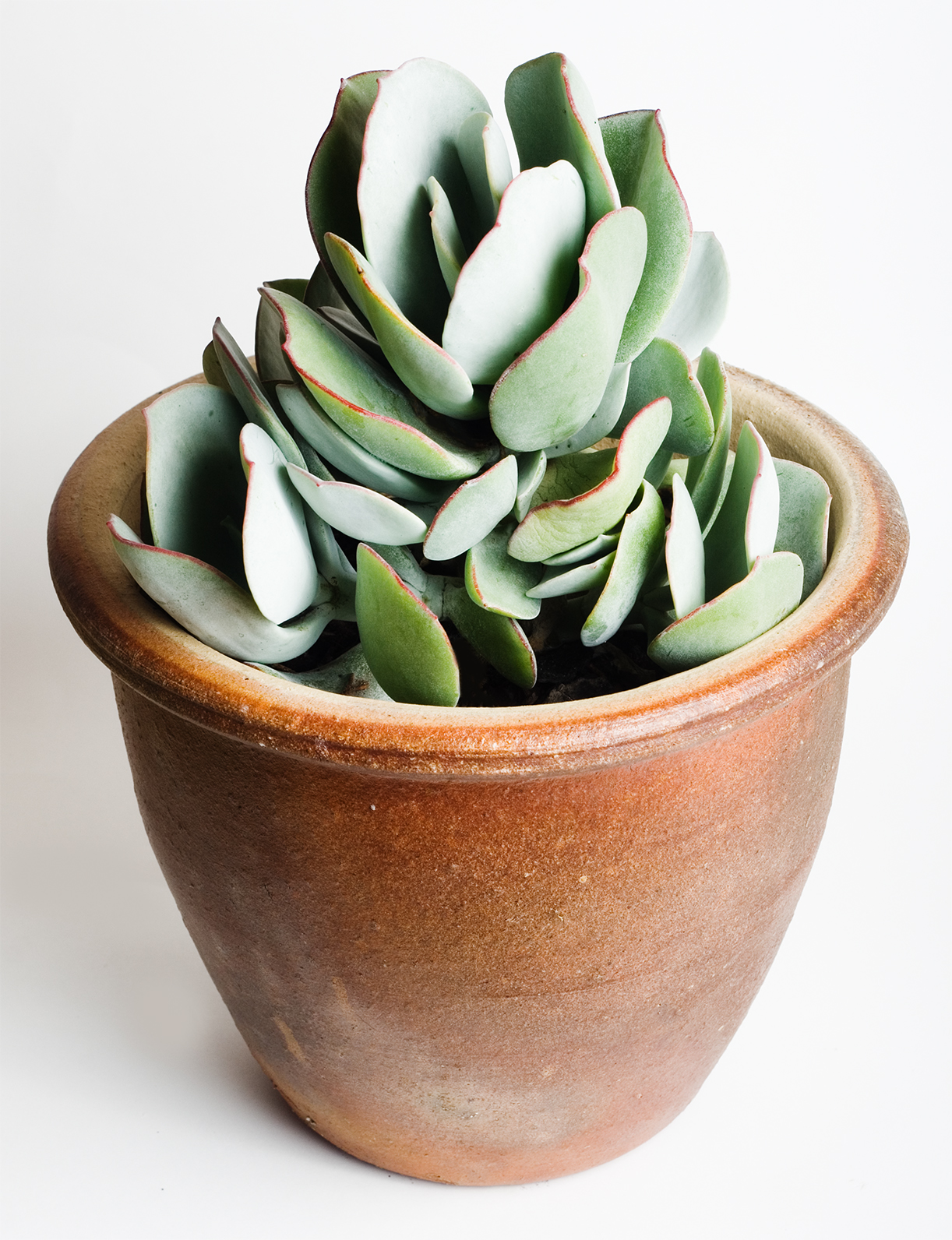
cserépben
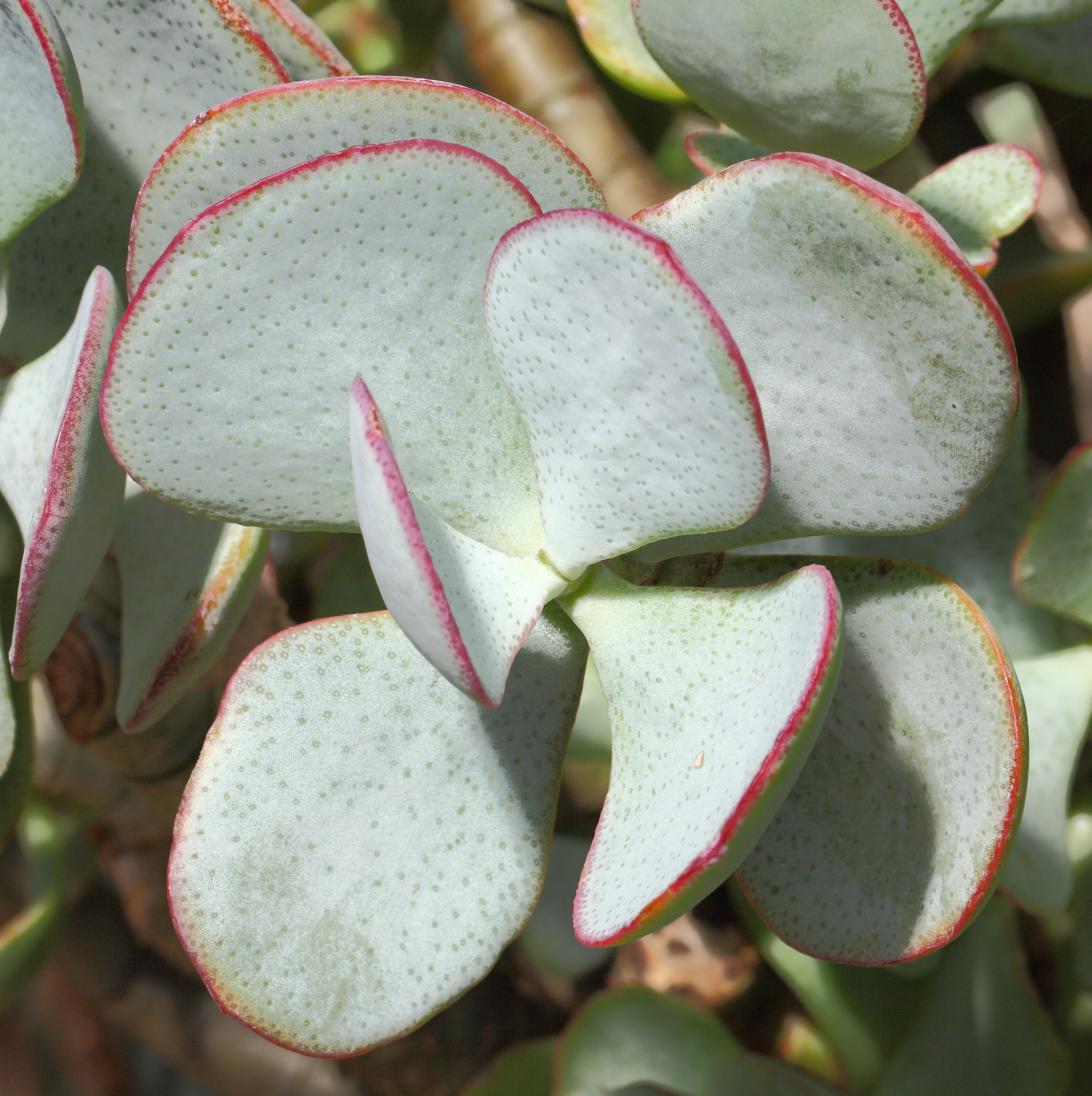
Levelei
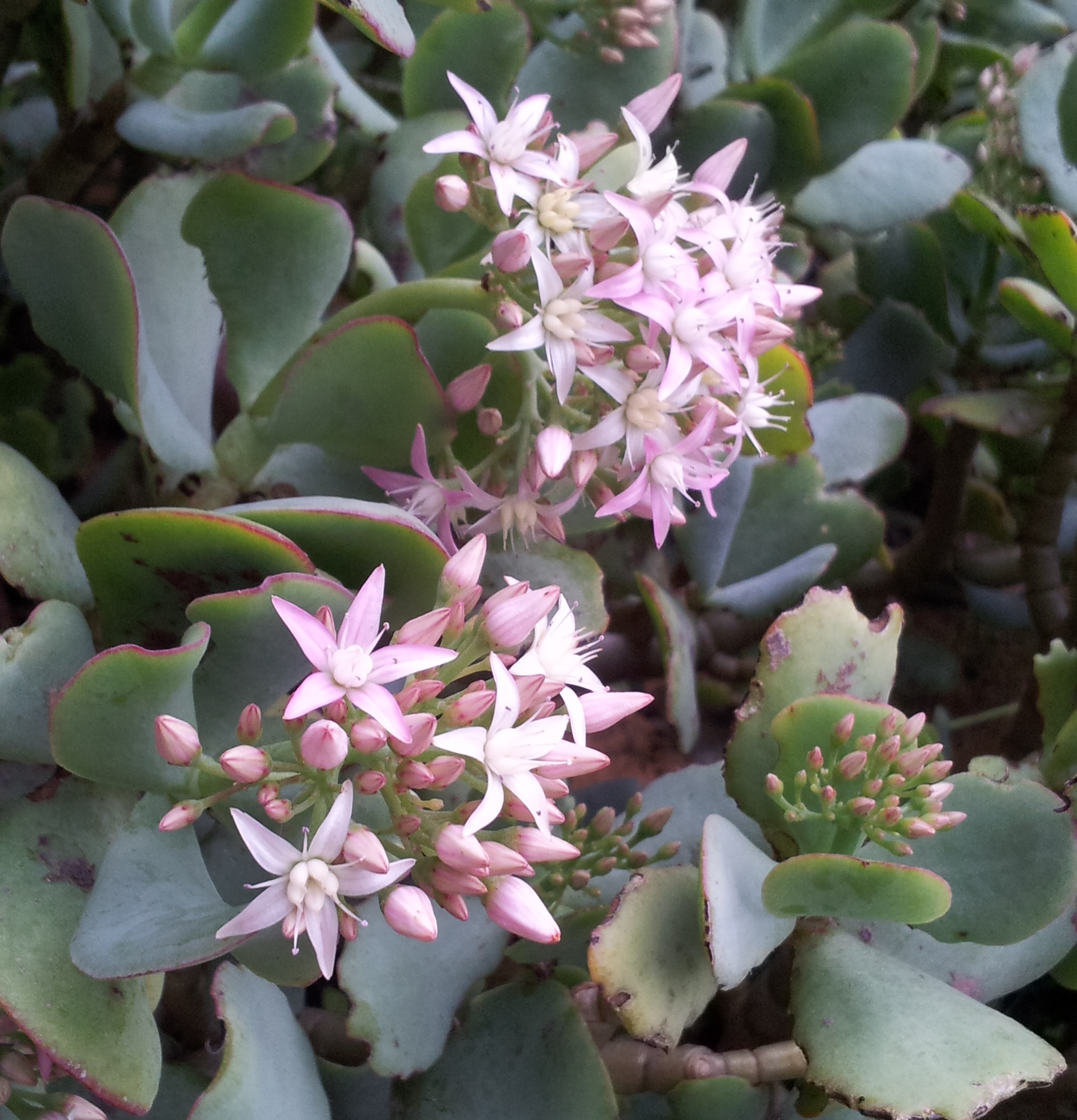
és virágai